# Robert R. Livingston
Robert R. Livingston (ur. 16 listopada?/27 listopada 1746 w Nowym Jorku, zm. 26 lutego 1813 w Clermont) – amerykański prawnik, polityk i dyplomata. Jeden z twórców Deklaracji Niepodległości i Ojców założycieli Stanów Zjednoczonych.

## Życiorys
Robert Livingston urodził się 27 listopada 1746 roku w Nowym Jorku. Pochodził z arystokratycznej rodziny – jego ojciec był znanym sędzią, a bratem – Edward Livingston. Livingston ukończył prawo na King’s College (ob. Columbia University) w 1765 roku, a następnie odbył praktykę u kuzyna swego ojca – Williama Livingstona. W 1770 roku poślubił Mary Stevens, córkę właściciela ziemskiego z New Jersey. W latach 1775-1776 uczestniczył w obradach Drugiego Kongresu Kontynentalnego w Filadelfii, gdzie został powołany do pięcioosobowej komisji mającej opracować projekt Deklaracji Niepodległości. Był biernym członkiem komisji i nie był sygnatariuszem dokumentu. Brał udział w następnych sesjach Kongresu w latach 1779-1781 i 1784-1785, gdzie uczestniczył w komisjach spraw zagranicznych i finansów. Wraz z Johnem Jayem i Gouverneurem Morrisem opracował projekt konstytucji Nowego Jorku w 1777 roku.
W tym samym roku został sędzią stanowym Nowego Jorku, pełniąc ten urząd przez następne 24 lata. Na mocy Artykułów Konfederacji, w latach 1781-1783, był także pierwszym sekretarzem Departamentu Spraw Zagranicznych. Pod koniec lat 80. XIX wieku, wraz z Johnem Jayem i Alexandrem Hamiltonem, zaczął organizować stronnictwo polityczne, nazwane później Partią Federalistyczną. Jednak w 1791 związał się z Thomasem Jeffersonem i jego Partią Demokratyczną Republikańską i w związku z tym prezentował sympatie profrancuskie i sprzeciwiał się traktatowi Jaya. W 1801 roku prezydent Jefferson mianował Livingstona ministrem pełnomocnym we Francji. Był on jednym z głównych negocjatorów zakupu Luizjany z 1803 roku.
W 1805 Livingston przeszedł na emeryturę. Zajął się wówczas konstrukcją pierwszego statku parowego, który zbudował wraz z Robertem Fultonem. Pierwszy rejs parowca odbył się w 1807 roku na rzece Hudson. Robert Livingston zmarł 26 lutego 1813 w Clermont.